# Скальмеровиці (гміна Ґневково)
Скальмеровиці (пол. Skalmierowice) — село в Польщі, у гміні Ґневково Іновроцлавського повіту Куявсько-Поморського воєводства.
Населення — 226 осіб (2011).
У 1975-1998 роках село належало до Бидгощського воєводства.

## Демографія
Демографічна структура станом на 31 березня 2011 року:
|          | Загалом | Допрацездатний вік | Працездатний вік | Постпрацездатний вік |
| -------- | ------- | ------------------ | ---------------- | -------------------- |
| Чоловіки | 115     | 32                 | 72               | 11                   |
| Жінки    | 111     | 23                 | 68               | 20                   |
| Разом    | 226     | 55                 | 140              | 31                   |